# Grand Prix-wegrace van Duitsland 1983
De Grand Prix-wegrace van Duitsland 1983 was vierde Grand Prix van het wereldkampioenschap wegrace in het seizoen 1983. De races werd verreden op 8 mei 1983 op de Hockenheimring nabij Hockenheim. In de Duitse Grand Prix kwamen alle klassen aan de start. 

## Algemeen
De Duitse Grand Prix, verreden voor ongeveer 100.000 toeschouwers, werd ernstig gehinderd door het wisselvallige weer. De lichte klassen werden zonder problemen verreden, maar de 250cc-race werd onderbroken door een regenbui en de 500cc-race werd vervroegd afgebroken. De organisatie besloot meer rijders dan normaal tot de races toe te laten (in de 250cc-klasse bijvoorbeeld 50 in plaats van 40). Sommige coureurs klaagden dat er daardoor te veel inhaalacties van achterblijvers zouden zijn, maar dat was op een breed circuit van bijna 7 km lengte niet zo'n probleem. Voor sommige coureurs die volgens de gradinglist geen start kregen was het een uitkomst. Zo konden bijvoorbeeld Bernard Fau en Guy Bertin starten.

## 500cc-klasse
Al in de opwarmronde van de 500cc-race barstte er een bui los en de coureurs reden dan ook meteen weer de pit in, want ze stonden allemaal op slicks. Het droogde echter meteen weer op en diezelfde slicks werden opnieuw gemonteerd voor de start. Marco Lucchinelli was als snelste weg, voor Freddie Spencer en Kenny Roberts, die meteen al een achterstand van drie seconden had. Spencer liep steeds verder weg van Lucchinelli en Roberts, terwijl Takazumi Katayama zich rondenlang niet van Raymond Roche kon ontdoen. Roberts wist echter toch in te lopen op Luccinelli en hem zelfs te passeren, maar het gat met Spencer werd alleen maar groter. Het uitlaatgeluid van de Honda werd echter steeds luider en Spencer begon vermogen te verliezen. Ron Haslam was inmiddels al met een kapotte uitlaat de pit ingedraaid. Roberts wist Spencer te passeren, maar die werd ook nog voorbijgereden door zijn eigen stalgenoten Katayama en Lucchinelli. In de veertiende ronde kwam de verlossing voor Spencer, want het begon hard te regenen en de organisatie besloot de race na vijftien ronden af te vlaggen. Het regende alleen in het stadiongedeelte, de snelle rechte stukken richting Ostkurve en terug bleven kurkdroog. Mogelijk kwam de geblokte vlag als een verrassing voor het HRC-Honda-team, want Katayama en Lucchinelli reden niet ver voor Spencer en hadden hem wellicht zijn tweede plaats terug willen geven. In deze situatie verloor Spencer nodeloos vier punten. Omdat meer dan 75% van het totale rondenaantal (19) gereden was telde het resultaat volledig mee voor het wereldkampioenschap. 

### Uitslag 500cc-klasse
(Race na 15 ronden afgebroken wegens regen)
| Pos | Coureur              | Merk              | Tijd       | Grid       | Punten |
| --- | -------------------- | ----------------- | ---------- | ---------- | ------ |
| 1   | Kenny Roberts        | Marlboro-Yamaha   | 32"57'40   | 1          | 15     |
| 2   | Takazumi Katayama    | HRC-Honda         | 33"01'77   | 8          | 12     |
| 3   | Marco Lucchinelli    | HRC-Honda         | 33"02'71   | 3          | 10     |
| 4   | Freddie Spencer      | HRC-Honda         |            |            | 8      |
| 5   | Raymond Roche        | Honda             |            | 4          | 6      |
| 6   | Franco Uncini        | HB-Gallina-Suzuki |            | 7          | 5      |
| 7   | Randy Mamola         | HB-Suzuki         |            |            | 4      |
| 8   | Marc Fontan          | Sonauto-Yamaha    |            |            | 3      |
| 9   | Eddie Lawson         | Marlboro-Yamaha   |            | 2          | 2      |
| 10  | Boet van Dulmen      | Suzuki            |            | 13         | 1      |
| 11  | Jack Middelburg      | Honda             |            | 6          |        |
| 12  | Leandro Becheroni    | Suzuki            |            |            |        |
| 13  | Gianni Pelletier     | Honda             |            |            |        |
| 14  | Walter Magliorati    | Suzuki            |            |            |        |
| 15  | Peter Sjöström       | Suzuki            |            |            |        |
| 16  | Gustav Reiner        | Suzuki            |            |            |        |
| 17  | Keith Huewen         | Suzuki            |            |            |        |
| 18  | Steve Parrish        | Yamaha            |            |            |        |
| 19  | Ernst Gschwender     | Suzuki            |            |            |        |
| 20  | Walter Hoffmann      | Suzuki            |            |            |        |
| 21  | Wolfgang von Muralt  | Suzuki            |            |            |        |
| 22  | Fabio Biliotti       | Honda             |            |            |        |
| 23  | Philippe Coulon      | Suzuki            |            |            |        |
| 24  | Henk de Vries        | Suzuki            |            | 31         |        |
| 25  | Chris Guy            | Suzuki            |            |            |        |
| 26  | Dave Dean            | Suzuki            |            |            |        |
| 27  | Wolfgang Schwarz     | Suzuki            |            |            |        |
| 28  | Corrado Tuzii        | Honda             |            |            |        |
| 29  | Paolo Ferretti       | Suzuki            |            |            |        |
| 30  | Stuart Avant         | Suzuki            |            |            |        |
| 31  | Marco Greco          | Suzuki            |            |            |        |
| 32  | Alain Roethlisberger | Yamaha            |            |            |        |
| 33  | Peter Huber          | Suzuki            |            |            |        |
| DNF | Ron Haslam           | HRC-Honda         | Uitlaat    | 9          |        |
| DNF | Sergio Pellandini    | Suzuki            | Krukas     | 10         |        |
| DNF | Barry Sheene         | Suzuki            |            | 17         |        |
| DNF | Virginio Ferrari     | Cagiva            |            |            |        |
| DNF | Borge Nielsen        | Suzuki            |            |            |        |
| DNQ | Didier de Radiguès   | Honda             |            |            |        |
| DNQ | Toni Mang            | HB-Suzuki         |            |            |        |
| DNQ | Loris Reggiani       | HB-Gallina-Suzuki |            |            |        |
| DNQ | Jon Ekerold          | Cagiva            | Geen motor | Geen motor |        |

### Top tien tussenstand 500cc-klasse
| Pos. | Coureur           | Merk              | Ptn. |
| ---- | ----------------- | ----------------- | ---- |
| 1    | Freddie Spencer   | HRC-Honda         | 53   |
| 2    | Kenny Roberts     | Marlboro-Yamaha   | 35   |
| 3    | Marco Lucchinelli | HRC-Honda         | 25   |
| 4    | Randy Mamola      | HB-Suzuki         | 22   |
| 5    | Ron Haslam        | HRC-Honda         | 20   |
| 5    | Marc Fontan       | Sonauto-Yamaha    | 20   |
| 7    | Franco Uncini     | HB-Gallina-Suzuki | 18   |
| 7    | Takazumi Katayama | HRC-Honda         | 18   |
| 9    | Eddie Lawson      | Marlboro-Yamaha   | 15   |
| 9    | Raymond Roche     | Honda             | 15   |

## 250cc-klasse
De 250cc-race begon droog, zodat iedereen op slicks stond, maar al kort na de start begon het hevig te regenen. Nadat o.a. Christian Estrosi, Alan Carter en Jean-Marc Toffolo al gevallen waren werd de race afgevlagd en konden de machines voorbereid worden voor een herstart. Het was intussen droog, maar de baan was nog kletsnat en er dreigde opnieuw regen. Daardoor werd de bandenkeuze erg moeilijk en startten de coureurs op verschillende bandencombinaties. De regenbanden waren in het begin in het voordeel en er vormde zich een kopgroep met Carlos Lavado, Manfred Herweh, Iván Palazzese en Patrick Fernandez. Toch wist Lavado met een intermediate-achterband zich los te maken van de groep. Toen de baan opdroogde werd de race spannender, want de rijders met slicks begonnen zich naar voren te werken. Fernandez liet Lavado gaan en reed rustig naar de tweede plaats, Didier de Radiguès werd derde en Bruno Lüscher reed op slicks van de vijftiende naar de vierde positie. 

### Uitslag 250cc-klasse
(R) = Volledig regenbanden, (S) = Volledig slicks, (R/I) = Regenband voor, intermediate achter
| Pos | Coureur                | Merk                    | Tijd       | Grid | Punten |
| --- | ---------------------- | ----------------------- | ---------- | ---- | ------ |
| 1   | Carlos Lavado          | Venemotos-Yamaha (R/I)  | 36"55'62   | 8    | 15     |
| 2   | Patrick Fernandez      | Bimota-Bartol (R)       | 37"15'84   | 5    | 12     |
| 3   | Didier de Radiguès     | Chevallier-Yamaha (R)   | 37"19'64   | 6    | 10     |
| 4   | Bruno Lüscher          | Yamaha (S)              |            |      | 8      |
| 5   | Reinhold Roth          | Fath-Yamaha (R/I)       |            | 4    | 6      |
| 6   | Roland Freymond        | Armstrong-Rotax (S)     |            |      | 5      |
| 7   | Christian Sarron       | Sonauto-Yamaha (R)      |            |      | 4      |
| 8   | Jean-François Baldé    | Chevallier-Yamaha (S)   |            | 3    | 3      |
| 9   | Sito Pons              | JJ Cobas-Rotax (R)      |            |      | 2      |
| 10  | Bernard Fau            | Yamaha                  |            |      | 1      |
| 11  | Carlos Lavado          | Venemotos-Yamaha        |            |      |        |
| 12  | Hervé Guilleux         | Kawasaki                |            |      |        |
| 13  | Alan Carter            | Mitsui-Yamaha (R)       |            |      |        |
| 14  | Jean-Louis Tournadre   | Sonauto-Yamaha          |            |      |        |
| 15  | Jürgen Schmid          | Yamaha                  |            |      |        |
| 16  | Karl-Thomas Grässel    | Yamaha                  |            | 2    |        |
| 17  | Massimo Matteoni       | Yamaha                  |            |      |        |
| 18  | Tony Head              | Armstrong-Rotax (S)     |            |      |        |
| 19  | Harald Eckl            | Yamaha                  |            |      |        |
| 20  | Edwin Weibel           | Yamaha                  |            |      |        |
| 21  | Thierry Rapicault      | Sonauto-Yamaha          |            |      |        |
| 22  | Kiyotaka Sakaï         | Yamaha                  |            |      |        |
| 23  | Stefan Förtsch         | Yamaha                  |            |      |        |
| 24  | Tadasu Ikeda           | Yamaha                  |            |      |        |
| 25  | Donnie McLeod          | Yamaha                  |            |      |        |
| 26  | Mar Schouten           | MBA                     |            | 41   |        |
| 27  | Peter Looijesteijn     | Waddon-Rotax            |            | 42   |        |
| 28  | Gabriel Gabria         | Yamaha                  |            |      |        |
| 29  | Jean-Michel Mattioli   | Yamaha                  |            |      |        |
| DNF | Thierry Espié          | Chevallier-Yamaha       |            | 9    |        |
| DNF | Martin Wimmer          | Mitsui-Yamaha (R)       |            | 7    |        |
| DNF | Manfred Herweh         | Real-Rotax (R)          |            | 10   |        |
| DNF | Jacques Cornu          | Hostettler-Yamaha (R/I) | Ontsteking | 1    |        |
| DNF | Jacques Bolle          | Yamaha                  |            |      |        |
| DNF | Iván Palazzese         | Venemotos-Yamaha (R/I)  | Val        |      |        |
| DNF | Jean-Louis Guignabodet | Yamaha                  |            |      |        |
| DNF | Guy Bertin             | MBA                     |            |      |        |
| DNF | Jean-Marc Toffolo      | Rotax                   |            |      |        |
| DNF | Christian Estrosi      | Pernod                  |            |      |        |
| DNF | Donnie Robinson        | Mitsui-Yamaha           |            |      |        |
| DNF | Paolo Ferretti         | Yamaha                  |            |      |        |
| DNF | Ángel Nieto            | Yamaha                  |            |      |        |
| DNQ | Alan North             | Yamaha                  |            |      |        |

### Top tien tussenstand 250cc-klasse
| Pos. | Coureur             | Merk              | Ptn. |
| ---- | ------------------- | ----------------- | ---- |
| 1    | Carlos Lavado       | Venemotos-Yamaha  | 34   |
| 2    | Didier de Radiguès  | Chevallier-Yamaha | 32   |
| 3    | Patrick Fernandez   | Bimota-Bartol     | 25   |
| 4    | Jacques Cornu       | Hostettler-Yamaha | 24   |
| 5    | Jean-François Baldé | Chevallier-Yamaha | 19   |
| 6    | Thierry Rapicault   | Sonauto-Yamaha    | 16   |
| 7    | Hervé Guilleux      | Kawasaki          | 15   |
| 7    | Alan Carter         | Mitsui-Yamaha     | 15   |
| 7    | Manfred Herweh      | Real-Rotax        | 15   |
| 10   | Thierry Espié       | Chevallier-Yamaha | 14   |

## 125cc-klasse
In de 125cc-race verwachtte men vooral strijd áchter Ángel Nieto en Eugenio Lazzarini. Zij waren in de training ruim 2 seconden sneller dan de concurrentie, maar tussen Pier Paolo Bianchi en August Auinger zat slechts een honderdste seconde en tussen Auinger en Ricardo Tormo slechts drie honderdsten. In de race nam echter Maurizio Vitali de leiding, terwijl Auinger al snel uitviel. Bruno Kneubühler was vaak vooraan te vinden, nadat zijn MBA bij Huvo onder handen was genomen. Vier ronden voor het einde nam Nieto de leiding om ze niet meer uit handen te geven. Lazzarini werd tweede en Pier Paolo Bianchi derde. 

### Uitslag 125cc-klasse
| Pos | Coureur              | Merk      | Tijd     | Grid | Punten |
| --- | -------------------- | --------- | -------- | ---- | ------ |
| 1   | Ángel Nieto          | Garelli   | 34"52'57 | 2    | 15     |
| 2   | Eugenio Lazzarini    | Garelli   | 34"56'20 | 1    | 12     |
| 3   | Pier Paolo Bianchi   | Sanvenero | 35"00'15 | 3    | 10     |
| 4   | Bruno Kneubühler     | MBA       |          | 10   | 8      |
| 5   | Maurizio Vitali      | MBA       |          |      | 6      |
| 6   | Fausto Gresini       | MBA       |          |      | 5      |
| 7   | Hans Müller          | Seel-MBA  |          | 9    | 4      |
| 8   | Gerhard Waibel       | Seel-MBA  |          | 6    | 3      |
| 9   | Lucio Pietroniro     | MBA       |          |      | 2      |
| 10  | Stefano Caracchi     | MBA       |          |      | 1      |
| 11  | Miguel Gonzales      | MBA       |          | 7    |        |
| 12  | Stefan Dörflinger    | MBA       |          |      |        |
| 13  | Johnny Wickström     | MBA       |          |      |        |
| 14  | Henk van Kessel      | MBA       |          | 15   |        |
| 15  | Pierluigi Aldrovandi | MBA       |          |      |        |
| 16  | Iván Troisi          | MBA       |          |      |        |
| 17  | Libero Piccirillo    | MBA       |          |      |        |
| 18  | Paul Bordes          | MBA       |          |      |        |
| 19  | Jean-Claude Selini   | MBA       | Val      | 8    |        |
| 20  | Willi Hupperich      | MBA       |          |      |        |
| 21  | Anton Straver        | MBA       |          | 28   |        |
| 22  | Bady Hassaine        | MBA       |          |      |        |
| 23  | Peter Sommer         | MBA       |          |      |        |
| 24  | Per-Edvard Carlsson  | MBA       |          |      |        |
| 25  | Helmut Lichtenburg   | MBA       |          |      |        |
| 26  | Jacky Hutteau        | MBA       |          |      |        |
| 27  | Bernd Lauermann      | MBA       |          |      |        |
| 28  | Giuseppe Ascareggi   | MBA       |          |      |        |
| 29  | Willy Pérez          | MBA       |          |      |        |
| DNF | Ricardo Tormo        | MBA       |          | 5    |        |
| DNF | August Auinger       | MBA       |          | 4    |        |
| DNF | Erich Klein          | MBA       |          |      |        |
| DNF | Olivier Liégeois     | Sanvenero |          |      |        |
| DNF | Alfred Waibel        | Real      |          |      |        |
| DNF | Hans Spaan           | MBA       | Krukas   | 16   |        |

### Top tien tussenstand 125cc-klasse
| Pos. | Coureur            | Merk      | Ptn. |
| ---- | ------------------ | --------- | ---- |
| 1    | Ángel Nieto        | Garelli   | 30   |
| 2    | Eugenio Lazzarini  | Garelli   | 24   |
| 3    | Ricardo Tormo      | MBA       | 23   |
| 4    | Bruno Kneubühler   | MBA       | 18   |
| 5    | Maurizio Vitali    | MBA       | 16   |
| 6    | Jean-Claude Selini | MBA       | 14   |
| 7    | Ezio Gianola       | MBA       | 10   |
| 7    | Pier Paolo Bianchi | Sanvenero | 10   |
| 9    | Fausto Gresini     | MBA       | 9    |
| 10   | Johnny Wickström   | MBA       | 8    |

## 50cc-klasse
Stefan Dörflinger was in de training al duidelijk sneller geweest dan Eugenio Lazzarini, maar liep in de wedstrijd niet echt van hem weg. Dörflinger probeerde Lazzarini tot een duel te verleiden, maar die kon daar door problemen met zijn schakelpedaal niet aan meedoen. Zodoende bleef Dörflinger ongeveer vijftig meter voor Lazzarini rijden en was de afstand op de finish ook niet erg groot. Gerhard Bauer reed de hele race eenzaam op de derde plaats, maar achter hem was een echte strijd aan de gang tussen Ingo Emmerich, Hagen Klein, Rainer Kunz, George Looijesteijn, Rainer Scheidauer, Gerhard Singer, Hans Spaan en Theo Timmer. Vooral Looijesteijn en Kunz hadden het met elkaar aan de stok. Zij raakten elkaar een aantal malen, waardoor zelfs de stroomlijnruit van Looijesteijn kapot ging. In de laatste remactie wist Looijesteijn toch de vierde plaats te grijpen. 

### Uitslag 50cc-klasse
| Pos | Coureur             | Merk         | Tijd       | Grid | Punten |
| --- | ------------------- | ------------ | ---------- | ---- | ------ |
| 1   | Stefan Dörflinger   | Kreidler     | 28"32'36   | 1    | 15     |
| 2   | Eugenio Lazzarini   | Garelli      | 28"32'74   | 2    | 12     |
| 3   | Gerhard Bauer       | Ziegler      | 29"20'56   | 5    | 10     |
| 4   | George Looijesteijn | Kreidler     |            | 6    | 8      |
| 5   | Rainer Kunz         | FKN-Kreidler |            |      | 6      |
| 6   | Hans Spaan          | Kreidler     |            | 7    | 5      |
| 7   | Hagen Klein         | FKN-Kreidler |            | 3    | 4      |
| 8   | Ingo Emmerich       | Kreidler     |            |      | 3      |
| 9   | Gerhard Singer      | Kreidler     |            |      | 2      |
| 10  | Theo Timmer         | Casal        |            | 8    | 1      |
| 11  | Otto Machinek       | Kreidler     |            |      |        |
| 12  | Jos van Dongen      | Kreidler     |            | 24   |        |
| 13  | Paul Bordes         | Moto 2L      |            |      |        |
| 14  | Rámon Galí          | Bultaco      |            |      |        |
| 15  | Hans Koopman        | Kreidler     |            | 22   |        |
| 16  | Chris Baert         | Kreidler     |            |      |        |
| 17  | Massimo de Lorenzi  | Minarelli    |            |      |        |
| 18  | Thomas Engl         | M1           |            |      |        |
| 19  | Peter Verbic        | Kreidler     |            |      |        |
| 20  | Yves le Toumelin    | TYL          |            |      |        |
| 21  | Gunter Schirnhofer  | Kreidler     |            |      |        |
| 22  | Kasimir Rapcynski   | Kreidler     |            |      |        |
| 23  | Ian McConnachie     | Rudge        |            |      |        |
| 24  | Stefan Danielsson   | Kreidler     |            |      |        |
| 25  | Mika-Sakari Komu    | Kreidler     |            |      |        |
| 26  | Klaus Kull          | Kawadrom     |            |      |        |
| 27  | Stefan Kurfiss      | Kreidler     |            |      |        |
| 28  | Bruno Treitlein     | Kawadrom     |            |      |        |
| 29  | Massimo Fargeri     | Kreidler     |            |      |        |
| 30  | Hans-Jürgen Hummel  | Sachs        |            | 9    |        |
| DNF | Claudio Lusuardi    | Villa        |            |      |        |
| DNF | Rainer Scheidauer   | Kreidler     |            |      |        |
| DNF | Zdravdko Matulja    | Tomos        |            |      |        |
| DNF | Paul Rimmelzwaan    | Roton        | Zuigerveer | 10   |        |

### Top tien tussenstand 50cc-klasse
| Pos. | Coureur             | Merk         | Ptn. |
| ---- | ------------------- | ------------ | ---- |
| 1    | Eugenio Lazzarini   | Garelli      | 39   |
| 2    | Stefan Dörflinger   | Kreidler     | 30   |
| 3    | George Looijesteijn | Kreidler     | 23   |
| 4    | Hagen Klein         | FKN-Kreidler | 19   |
| 5    | Ingo Emmerich       | Kreidler     | 14   |
| 6    | Claudio Lusuardi    | Villa        | 12   |
| 7    | Hans Spaan          | Kreidler     | 11   |
| 8    | Gerhard Bauer       | Ziegler      | 10   |
| 9    | Reiner Scheidhauer  | Kreidler     | 8    |
| 10   | Paul Rimmelzwaan    | Roton        | 6    |
| 10   | Gerhard Singer      | Kreidler     | 6    |
| 10   | Rainer Kunz         | FKN-Kreidler | 6    |

## Zijspanklasse
Voor de zijspanklasse was de bandenkeuze geen probleem: het regende de hele race door. Rolf Biland/Kurt Waltisperg waren in de training vier seconden sneller dan de rest en namen meteen de leiding in de race. Egbert Streuer/Bernard Schnieders, die al de hele week geplaagd werden door technische problemen, wisten de tweede plaats te pakken voor Werner Schwärzel/Andreas Huber. Na negen ronden viel Schwärzel echter uit waardoor Streuer een zekere tweede plaats leek te behalen. In de laatste ronde, slechts 300 meter voor de finish, stond plotseling de LCR van Biland met een vastgelopen motor in het gras. Streuer/Schnieders wonnen voor Alain Michel/Claude Monchaud en Derek Jones/Brian Ayres. 

### Uitslag zijspanklasse
| Pos | Coureur           | Bakkenist             | Merk                  | Tijd      | Grid | Punten |
| --- | ----------------- | --------------------- | --------------------- | --------- | ---- | ------ |
| 1   | Egbert Streuer    | Bernard Schnieders    | LCR-Yamaha            | 36"09'21  | 3    | 15     |
| 2   | Alain Michel      | Claude Monchaud       | Krauser-LCR-Yamaha    | 36"17'33  | 2    | 12     |
| 3   | Derek Jones       | Brian Ayres           | LCR-Yamaha            | 36"53'86  | 7    | 10     |
| 4   | Trevor Ireson     | Ashley Wooller        | Ireson-Yamaha         |           | 9    | 8      |
| 5   | Frank Wrathall    | Phil Spendlove        | Seymaz-Yamaha         |           |      | 6      |
| 6   | Hermann Huber     | Wolfgang Möckel       | LCR-Yamaha            |           |      | 5      |
| 7   | Hein van Drie     | William van Dis       | LCR-Yamaha            |           | 5    | 4      |
| 8   | Egon Schons       | Eckart Rösinger       | LCR-Yamaha            |           |      | 3      |
| 9   | Masato Kumano     | Kunio Takeshima       | LCR-Yamaha            |           | 6    | 2      |
| 10  | Steve Abbott      | Shaun Smith           | Seymaz-Yamaha         |           |      | 1      |
| 11  | Dennis Bingham    | Julia Bingham         | Padgett-Yamaha        |           |      |        |
| 12  | Pentti Niinivaara | Vesa Bienek           | LCR-Yamaha            |           |      |        |
| 13  | George Gleeson    | George                | Onbekend              |           |      |        |
| 14  | Martin Kooij      | Raimond van den Groep | Kova-Yamaha           | +1 ronde  | 18   |        |
| 15  | Siegfried Berger  | Edwin Berger          | Ohrmann-Yamaha        | +1 ronde  |      |        |
| DNF | Rolf Biland       | Kurt Waltisperg       | Krauser-LCR-Yamaha    | Vastloper | 1    |        |
| DNF | Werner Schwärzel  | Andreas Huber         | Krauser-Seymaz-Yamaha |           | 4    |        |
| DNF | Theo van Kempen   | Geral de Haas         | LCR-Yamaha            | Vastloper |      |        |
| DNF | Jos Modder        | Erik De Groot         | LCR-Yamaha            | Zuiger    |      |        |

### Top tien tussenstand zijspanklasse
| Pos. | Coureur          | Bakkenist          | Merk                  | Ptn. |
| ---- | ---------------- | ------------------ | --------------------- | ---- |
| 1    | Rolf Biland      | Kurt Waltisperg    | Krauser-LCR-Yamaha    | 15   |
| 1    | Egbert Streuer   | Bernard Schnieders | LCR-Yamaha            | 15   |
| 3    | Mick Barton      | Simon Birchall     | Windle-Yamaha         | 12   |
| 3    | Alain Michel     | Claude Monchaud    | Krauser-LCR-Yamaha    | 12   |
| 5    | Hermann Huber    | Wolfgang Möckel    | LCR-Yamaha            | 11   |
| 6    | Werner Schwärzel | Andreas Huber      | Krauser-Seymaz-Yamaha | 10   |
| 6    | Masato Kumano    | Kunio Takeshima    | LCR-Yamaha            | 10   |
| 6    | Derek Jones      | Brian Ayres        | LCR-Yamaha            | 10   |
| 9    | Trevor Ireson    | Ashley Wooller     | Ireson-Yamaha         | 8    |
| 10   | Egon Schons      | Eckart Rösinger    | Busch-Yamaha          | 7    |

1925 · 1926 · 1927 · 1928 · 1929 · 1930 · 1931 · 1933 · 1934 · 1935 · 1936 · 1937 · 1938 · 1939 · 1949 · 1950 · 1951 · 1952 · 1953 · 1954 · 1955 · 1956 · 1957 · 1958 · 1959 · 1960 · 1961 · 1962 · 1963 · 1964 · 1965 · 1966 · 1967 · 1968 · 1969 · 1970 · 1971 · 1972 · 1973 · 1974 · 1975 · 1976 · 1977 · 1978 · 1979 · 1980 · 1981 · 1982 · 1983 · 1984 · 1985 · 1986 · 1987 · 1988 · 1989 · 1990 · 1991 · 1992 · 1993 · 1994 · 1995 · 1996 · 1997 · 1998 · 1999 · 2000 · 2001 · 2002 · 2003 · 2004 · 2005 · 2006 · 2007 · 2008 · 2009 · 2010 · 2011 · 2012 · 2013 · 2014 · 2015 · 2016 · 2017 · 2018 · 2019 · 2021 · 2022 · 2023 · 2024 · 2025